# Sannå-Dala
Sannå-Dala är en bebyggelse i Släps socken i  Kungsbacka kommun i Hallands län. Området klassades som en småort fram till 2010, från 2015 räknas det som en del av tätorten Hagryd-Dala.